# Rowida Hesham
Rowida Hesham Mohamed Tolba Ibrahim (en arabe : رويدا هشام محمد طلبة ابراهيم), née le 5 mai 1995, est une nageuse égyptienne.

## Carrière
Aux Jeux panarabes de 2011 à Doha, Rowida Hesham obtient la médaille de bronze du 200 mètres brasse et du 400 mètres quatre nages. Elle remporte ensuite la médaille d'or du 200 mètres brasse et quatre médailles de bronze, sur 50 et 100 mètres brasse et sur 200 et 400 mètres quatre nages,  aux Championnats d'Afrique de natation 2012 à Nairobi.
Aux Jeux africains de 2015 à Brazzaville, elle est médaillée d'argent du 200 mètres papillon ainsi que médaillée de bronze du 400 mètres quatre nages.
Aux Championnats d'Afrique de natation 2016 à Bloemfontein, elle obtient une médaille d'argent sur le relais 4 x 100 mètres nage libre, et six médailles de bronze, sur 200 mètres brasse, sur 100 et 200 mètres papillon et sur 200 et 400 mètres quatre nages.
Rowida Hesham est médaillée d'or du 200 mètres papillon et médaillée d'argent des 100 et 200 mètres brasse ainsi que des relais 4 x 100 mètres nage libre et 4 x 100 mètres quatre nages aux Championnats d'Afrique de natation 2018 à Alger.